# Darwin Quilumba
Darwin Quilumba (n. Ibarra, Ecuador; 7 de diciembre de 1988) es un futbolista ecuatoriano. Juega como defensa y su equipo actual es el Pelileo Sporting Club de la Segunda Categoría de Ecuador.

## Trayectoria

### Inicios
Quilumba se inició en las categorías inferiores del Imbabura Sporting Club dónde logra debutar en 2008 en el fútbol profesional ecuatoriano.

### Mushuc Runa
En 2013 juega por Mushuc Runa.

### Aucas
En el 2015 es contratado por Aucas dónde se convirtió en un jugador referencial para el equipo en su afán de conseguir el ascenso a la Serie de privilegio del fútbol ecuatoriano.

### Segundo ciclo en Mushuc Runa
En el 2016 vuelve nuevamente al Mushuc Runa, dónde fue campeón de la Serie B de Ecuador 2018 y con el cual consiguió el ascenso a la Serie A, también disputó el repechaje de Play Off por el cuarto lugar de la Copa Sudamericana 2019 ante Aucas, al cual superaron por un marcador global de 3-2, al ganar el partido de ida por 1-0 y empatar el partido de vuelta con un marcador de 2-2. Con el Mushuc Runa también participó en la Copa Sudamericana 2019 pero fueron eliminados en la primera fase en tanda de penaltis ante Unión Española de Chile.

## Estadísticas

### Clubes
Actualizado al último partido jugado el 24 de noviembre de 2024.
| Club                     | Temporada     | Liga  | Liga  | Copas nacionales | Copas nacionales | Copas internacionales | Copas internacionales | Total | Total |
| Club                     | Temporada     | Part. | Goles | Part.            | Goles            | Part.                 | Goles                 | Part. | Goles |
| ------------------------ | ------------- | ----- | ----- | ---------------- | ---------------- | --------------------- | --------------------- | ----- | ----- |
| Imbabura S. C. · Ecuador | 2006          | 0     | 0     | -                | -                | -                     | -                     | 0     | 0     |
| Imbabura S. C. · Ecuador | 2007          | 0     | 0     | -                | -                | -                     | -                     | 0     | 0     |
| Imbabura S. C. · Ecuador | 2008          | 2     | 0     | -                | -                | -                     | -                     | 2     | 0     |
| Imbabura S. C. · Ecuador | 2009          | 24    | 0     | -                | -                | -                     | -                     | 24    | 0     |
| Imbabura S. C. · Ecuador | 2010          | 32    | 0     | -                | -                | -                     | -                     | 32    | 0     |
| Imbabura S. C. · Ecuador | 2011          | 20    | 0     | -                | -                | -                     | -                     | 20    | 0     |
| Imbabura S. C. · Ecuador | 2012          | 38    | 0     | -                | -                | -                     | -                     | 38    | 0     |
| Imbabura S. C. · Ecuador | Total club    | 116   | 0     | -                | -                | -                     | -                     | 116   | 0     |
| Mushuc Runa · Ecuador    | 2013          | 37    | 1     | -                | -                | -                     | -                     | 37    | 1     |
| Mushuc Runa · Ecuador    | 2014          | 35    | 0     | -                | -                | -                     | -                     | 35    | 0     |
| Aucas · Ecuador          | 2015          | 18    | 0     | -                | -                | -                     | -                     | 18    | 0     |
| Aucas · Ecuador          | Total club    | 18    | 0     | -                | -                | -                     | -                     | 18    | 0     |
| Mushuc Runa · Ecuador    | 2016          | 30    | 0     | -                | -                | -                     | -                     | 30    | 0     |
| Mushuc Runa · Ecuador    | 2017          | 36    | 0     | -                | -                | -                     | -                     | 36    | 0     |
| Mushuc Runa · Ecuador    | 2018          | 40    | 0     | -                | -                | -                     | -                     | 40    | 0     |
| Mushuc Runa · Ecuador    | 2019          | 22    | 1     | 3                | 0                | 2                     | 0                     | 27    | 1     |
| Mushuc Runa · Ecuador    | 2020          | 28    | 1     | 0                | 0                | -                     | -                     | 28    | 1     |
| Mushuc Runa · Ecuador    | 2021          | 19    | 0     | 0                | 0                | -                     | -                     | 19    | 0     |
| Mushuc Runa · Ecuador    | 2022          | 22    | 2     | 7                | 0                | 2                     | 0                     | 31    | 2     |
| Mushuc Runa · Ecuador    | 2023          | 18    | 0     | 0                | 0                | -                     | -                     | 18    | 0     |
| Mushuc Runa · Ecuador    | Total club    | 213   | 5     | 10               | 0                | 4                     | 0                     | 227   | 5     |
| Macará · Ecuador         | 2024          | 12    | 0     | 0                | 0                | -                     | -                     | 12    | 0     |
| Macará · Ecuador         | Total club    | 12    | 0     | 0                | 0                | 0                     | 0                     | 12    | 0     |
| Pelileo S.C. · Ecuador   | 2025          | 16    | 0     | -                | -                | -                     | -                     | 12    | 0     |
| Total carrera            | Total carrera | 375   | 5     | 10               | 0                | 4                     | 0                     | 389   | 5     |
| 1. 2.                    |               |       |       |                  |                  |                       |                       |       |       |

### Participaciones internacionales
| Torneo                 | Club        | Resultado    |
| ---------------------- | ----------- | ------------ |
| Copa Sudamericana 2019 | Mushuc Runa | Primera fase |
| Copa Sudamericana 2022 | Mushuc Runa | Primera fase |

## Palmarés

### Campeonatos nacionales
| Título             | Club        | País    | Año  |
| ------------------ | ----------- | ------- | ---- |
| Serie B de Ecuador | Mushuc Runa | Ecuador | 2018 |